# جيمانى
جيمانى هي مدينة، تتبع مقاطعة إندبندنسيا، هي عاصمة مقاطعة إندبندنسيا، بلغ عدد سكانها 11٬414 نسمة، تبلغ مساحتها 458٬490٬000 متر مربع.

## المناخ
يظهر الجدول التالي التغييرات المناخية على مدار السنة لجيمانى:
| البيانات المناخية لـجيمانى        | البيانات المناخية لـجيمانى | البيانات المناخية لـجيمانى | البيانات المناخية لـجيمانى | البيانات المناخية لـجيمانى | البيانات المناخية لـجيمانى | البيانات المناخية لـجيمانى | البيانات المناخية لـجيمانى | البيانات المناخية لـجيمانى | البيانات المناخية لـجيمانى | البيانات المناخية لـجيمانى | البيانات المناخية لـجيمانى | البيانات المناخية لـجيمانى | البيانات المناخية لـجيمانى |
| الشهر                             | يناير                      | فبراير                     | مارس                       | أبريل                      | مايو                       | يونيو                      | يوليو                      | أغسطس                      | سبتمبر                     | أكتوبر                     | نوفمبر                     | ديسمبر                     | المعدل السنوي              |
| --------------------------------- | -------------------------- | -------------------------- | -------------------------- | -------------------------- | -------------------------- | -------------------------- | -------------------------- | -------------------------- | -------------------------- | -------------------------- | -------------------------- | -------------------------- | -------------------------- |
| الدرجة القصوى °م (°ف)             | 37.0 (98.6)                | 37.0 (98.6)                | 38.0 (100.4)               | 38.0 (100.4)               | 38.0 (100.4)               | 39.2 (102.6)               | 39.5 (103.1)               | 39.3 (102.7)               | 39.8 (103.6)               | 38.2 (100.8)               | 37.5 (99.5)                | 36.0 (96.8)                | 39.8 (103.6)               |
| متوسط درجة الحرارة الكبرى °م (°ف) | 32.0 (89.6)                | 32.5 (90.5)                | 33.4 (92.1)                | 33.8 (92.8)                | 33.7 (92.7)                | 34.2 (93.6)                | 35.3 (95.5)                | 35.2 (95.4)                | 34.9 (94.8)                | 33.9 (93.0)                | 33.0 (91.4)                | 32.2 (90.0)                | 33.7 (92.7)                |
| المتوسط اليومي °م (°ف)            | 26.0 (78.8)                | 26.4 (79.5)                | 27.3 (81.1)                | 27.9 (82.2)                | 28.1 (82.6)                | 28.9 (84.0)                | 29.6 (85.3)                | 29.4 (84.9)                | 29.1 (84.4)                | 28.3 (82.9)                | 27.3 (81.1)                | 26.2 (79.2)                | 27.9 (82.2)                |
| متوسط درجة الحرارة الصغرى °م (°ف) | 20.0 (68.0)                | 20.4 (68.7)                | 21.1 (70.0)                | 22.0 (71.6)                | 22.7 (72.9)                | 23.6 (74.5)                | 23.8 (74.8)                | 23.6 (74.5)                | 23.3 (73.9)                | 22.8 (73.0)                | 21.7 (71.1)                | 20.2 (68.4)                | 22.1 (71.8)                |
| أدنى درجة حرارة °م (°ف)           | 15.0 (59.0)                | 15.3 (59.5)                | 16.8 (62.2)                | 17.0 (62.6)                | 18.6 (65.5)                | 19.2 (66.6)                | 18.0 (64.4)                | 19.5 (67.1)                | 19.0 (66.2)                | 18.5 (65.3)                | 15.6 (60.1)                | 12.0 (53.6)                | 12.0 (53.6)                |
| معدل هطول الأمطار مم (إنش)        | 18.3 (0.72)                | 23.4 (0.92)                | 41.2 (1.62)                | 86.9 (3.42)                | 141.7 (5.58)               | 45.0 (1.77)                | 23.6 (0.93)                | 61.3 (2.41)                | 94.0 (3.70)                | 122.8 (4.83)               | 52.1 (2.05)                | 18.6 (0.73)                | 728.9 (28.70)              |
| متوسط الأيام الممطرة (≥ 1.0 mm)   | 2.0                        | 2.5                        | 4.1                        | 7.0                        | 8.9                        | 4.5                        | 2.9                        | 4.6                        | 6.6                        | 8.7                        | 4.5                        | 1.5                        | 57.8                       |
| متوسط الرطوبة النسبية (%)         | 63.6                       | 61.9                       | 60.3                       | 62.1                       | 65.9                       | 63.6                       | 60.3                       | 61.4                       | 64.0                       | 66.4                       | 67.1                       | 64.1                       | 63.4                       |
| ساعات سطوع الشمس الشهرية          | 239                        | 233                        | 257                        | 251                        | 239                        | 254                        | 259                        | 262                        | 226                        | 242                        | 231                        | 246                        | 2٬936                      |
| المصدر #1: NOAA                   |                            |                            |                            |                            |                            |                            |                            |                            |                            |                            |                            |                            |                            |
| المصدر #2: Acqweather (sun)       |                            |                            |                            |                            |                            |                            |                            |                            |                            |                            |                            |                            |                            |